# Tribunal populaire de Lens en 1970
Le Tribunal populaire de Lens en 1970, organisé devant 500 personnes à la Mairie de Lens est un Tribunal d'opinion, assemblée délibérative visant à dénoncer des actes jugés répréhensibles, en proposant un procédé juridique (contradiction, oralité et publicité des débats), même si le jugement final n'a pas de valeur juridique.
L'écrivain et philosophe Jean-Paul Sartre en est l'organisateur, comme lors du Tribunal Russell de 1967 sur la Guerre du Vietnam,. Comme en 1967, les sentences prononcées ne pouvaient prendre effet mais les avis émis se voulaient basés sur la législation réelle et remis aux autorités, afin de faire la lumière sur ses responsabilités dans un accident minier survenu en février 1970 à Fouquières-lès-Lens.
Celui de Lens entendait protester contre les négligences et choix industriels à l'origine du coup de grisou qui avait fait que 16 mineurs sont tués le 4 février 1970, un accident minier survenu à Fouquières-lès-Lens alors que les ingénieurs n'avaient pas fait évacuer la galerie comme il se doit pendant la réparation d'un ventilateur.
Le fait de « mimer » le procès dans sa forme et son déroulement est connu à gauche depuis au moins les années 1930. Les « contre-procès » ont le but de dénoncer des verdicts dits « de classe » ou « de guerre » ou bien de médiatiser la proclamation symbolique de l’innocence de l’accusé. Celui de Lens permet de politiser une cause, la lutte contre les accidents de travail. Mais plus que l’accident des houillères, c'est la répression contre les membres de la GP qui préside au choix d'un tribunal populaire, dans la tradition des grands mouvements de solidarité en faveur des individus ou des groupes réprimés.

## Le contexte

### Le coup de grisou du 4 février 1970
Le 4 février 1970, un accident minier à Fouquières-lès-Lens sous la forme de coup de grisou fait que 16 mineurs sont tués. Les ingénieurs n'avaient pas fait évacuer la galerie pendant la réparation d'un ventilateur. 
Quelques jours avant l'explosion, une teneur dé plus de 3 % de grisou est détectée dans une galerie en cul-de-sac. Six ouvriers sont chargés de remplacer l'aérateur de 10 CV par un de 20 CV, mais au moment de la relève des équipes, aucun aérateur ne fonctionne car il faut perdre le moins de temps possible et de ce fait la teneur en grisou grimpe.
En réaction et sous prétexte de vengeance, le 16-17 février 1970 à Hénin-Liétard (Pas-de-Calais), la Gauche prolétarienne (GP) attaque, en pleine nuit, aux cocktails Molotov, le siège de la direction des Houillères. Six militants sont arrêtés, parmi lesquels Jean Schiavo, Bernard Victorri, et quatre autres. Un tract dit « la justice prolétarienne fut rendue : les grands bureaux d’Hénin-Liétard brûlèrent ». Grâce à la dénonciation de deux des participants – qui seront exempts de peine – sept personnes sont inculpées de « destruction d’édifice par effet de substance explosible ». Leur procès doit avoir lieu le lundi 14 décembre 1970. 

### La création du Secours rouge
C'est le Secours rouge, officiellement fondé le 11 juin 1970, qui convoque pour le samedi 12 décembre, à Lens, un tribunal populaire, dont le but évident est de peser sur l'autre procès, celui des six militants arrêtés après attaque nocturne, aux cocktails Molotov, du siège de la direction des Houillères, tout en plaçant le débat sur le plan politique, avec la question de la sécurité du travail dans les mines.
Les contacts pris par des étudiants maoïstes venus « s’établir » dans la région, à Arras, avec la résistante Eugénie Camphin, fille de mineur, dont les trois fils avaient perdu la vie dans des conditions dramatiques amène cette figure militante locale à rejoindre le Secours Rouge aux côtés de résistants célèbres comme Charles Tillon et Roger Pannequin, l'ami de son fils Maurice Camphin ,, chef des FTP du Pas-de-Calais dans la Résistance et bras droit du colonel Rol-Tanguy lors de l'insurrection de Paris en août 1944.
Figure du Bassin minier du Nord-Pas-de-Calais et de la Grève des mineurs du Nord-Pas-de-Calais (1941),  Eugénie Camphin fait partie des 17 membres du comité national, en tant que directrice du journal Liberté vaincra, fondé par Marcel Deboudt, assistant en physique à l'Université de Lille, qui avait rencontré Sartre pendant la Guerre d'Algérie, pour diffuser dans le Nord les exemplaires du livre interdit de Henri Alleg, La Question. 
Entre-temps, en avril 1970, le chef des maoistes Benny Lévy invite à la brasserie La Coupole le philosophe Jean-Paul Sartre, alors isolé et désœuvré, pour lui proposer de prendre la direction de son journal La Cause du peuple car ses dirigeants, Michel Le Bris et Jean-Pierre Le Dantec, ont été arrêtés. Le 1er mai 1970, Jean-Paul Sartre annonce dans le no 20 de La Cause du peuple qu’il en prend la co-direction avec une de ses amies, Liliane Siegel. Eugénie Camphin avait aussi soutenu la création du Secours rouge plus tôt dans l'année.
Le grenoblois Volodia Shahshahani déménage dans la région pour préparer le procès. Il sera rejoint plus tard par Serge July,  envoyé par la Gauche prolétarienne, pour créer le journal Pirate. La Gauche prolétarienne est alors en conflit virulent avec le juge d’instruction de la Cour de sûreté de l’État, une juridiction d’exception instituée en janvier 1963 pour réprimer l'Organisation de l'armée secrète (OAS). L’appartement de son président Michel Loir est plastiqué et les avocats militants de la Gauche prolétarienne arrivent à faire dessaisir de toutes les affaires les impliquant.

## Président, jury, et procureur
Marcel Deboudt, assistant en physique à l'Université de Lille, qui avait secondé Sartre pendant la Guerre d'Algérie va présider le tribunal populaire, où siège Eugénie Camphin, un ingénieur, un médecin pneumologue, un ouvrier licencié de la régie Renault et un chirurgien des Hôpitaux de l’Assistance publique. 

## Accusés, témoins, salle et public
En l'absence d'un représentant des houillères, qui ont boycotté le tribunal populaire, le tribunal fait lire le rapport officiel sur l'accident, qui vise seulement à rechercher la cause de l'étincelle qui a provoqué l'explosion.
Deux ingénieurs venus, le premier témoigne d'une action organisée la veille à l'Ecole des Mines de Douai, avec occupation des locaux et réunion d'information devant 500 étudiants, pour rappeler que selon l'enseignement de l'école "l'ingénieur estresponsable de la production et de la sécurité" mais que pour la direction des houillères "seule la production compte".
Les médecins qui vont se succéder au tribunal de Lens "vont dresser un réquisitoire terrible contre la médecine des houillères", des médecins embauchés au même titre que les ingénieurs, et révocables eux aussi, qui fixent les taux de silicose à la suite des visites périodiques, bien différent des médecins des caisses minières du régime spécial de sécurité sociale qui dispensent des soins gratuits moyennant une cotisation ouvrière plus forte qu'ailleurs. Le tribunal fait ainsi aussi le procès de la silicose :900 morts par an soit l'équivalent de "trois Oradour-sur-Glane par an".
Les militants du SR, près de la moitié de l'assistance, ont voulu organiser ce procès un dimanche mais n'ont eu la salle qu'en semainne, explique Marcel De-boudt, responsable pour le Nord du Secours Rouge.
Ainsi, dans la salle du tribunal, parmi les 500 spectateurs, beaucoup d'artistes venus de Paris, parmi lesquels le peintre Gérard Fromanger et ses amis, qui avaient fondé en Mai 68 l'atelier populaire des Beaux-Arts produisant les Affiches murales et slogans de Mai 68. 
Une veuve de mineur montre à Merri Jolivet l'album des souvenirs de son mari qu'elle garde comme son bien le plus précieux et les artistes menés par le peintre Gérard Fromanger décident de consacrer vingt-cinq tableaux à ces photos. Ils lancent une campagne d'affiches et vendent des œuvres d'art au profit des familles des victimes, dans la salle du tribunal.

## Couverture médiatique et déroulement
Le Tribunal d'opinion de 1970 a lieu le samedi 12 décembre devant 500 personnes réunies dans une grande salle de la Mairie de Lens, où les photos des mineurs décédés sont reproduites en grand, tandis qu'une banderole « Accusées, les houillères » orne la salle. Marcel Deboudt préside le tribunal populaire dont Sartre est le procureur et son « profil pathétique » est dénoncé par une couverture médiatique globalement hostile comme le décrit à l'époque l'envoyé spécial de France Soir. Le procès populaire de Lens veut examiner si la sécurité des travailleurs n'a pas été sacrifiée à l'autel du profit et du rendement mais la presse émet des réserves sur les compétences minières de Sartre dont la probable générosité d'intention ne garantit ni la lucidité ni l'équité.
Les médecins du Groupe information santé participent aussi à la préparation du procès et le Tribunal d'opinion entend aussi le témoignage d'un ancien mineur, silicosé à 25 % qui cite des cas choquants comme celui d'un mineur est déclaré normal à la visite des houillères alors qu'un médecin privé lui découvre 15% de silicose. Une lettre d'un mineur étranger, victime depuis 1962 d'un tassement de la colonne vertébrale, témoigne qu'il a été renvoyé de force au fond alors qu'il ne pouvait presque plus bouger. Un silicosé non reconnu est payé comme malade avec 15,50 F par jour et on lui fait reprendre le travail pour lui reconnaître ensuite 66 % de silicose.
Après les accusations « d’appel au lynchage » tenues dans la presse, Sartre fait de la publicité de la condamnation dans la presse le critère de l'exécution des décisions du Tribunal populaire.
Tant dans sa mise en scène, que dans ses conclusions, le Tribunal populaire de Lens affiche un mimétisme judiciaire propre à cette forme de contre-justice. Les dirigeants politiques et les responsables des Houillères, appelés à comparaître, sont absents, tandis que les témoins (ingénieurs des mines, pneumologues, etc.) décrivent les conditions de travail des mineurs, les raisons des accidents et les circonstances du coup de grisou. Des élèves ingénieurs de l’École des mines et des médecins apportent leur témoignage sur la silicose.
Le procureur général récuse la thèse de « l’homicide par imprudence » et retient « l’homicide intentionnel ». Le tribunal prononce la culpabilité de l’État et des responsables des Houillères, sans pour autant prononcer de sanctions, mais leur inflige un « rappel à la loi ». Il exige la libération immédiate des accusés d’Hénin-Liétard. À la fin du procès, le public clame « continuons le combat », avant de chanter L’Internationale.
Deux jours après, le 14 décembre 1970 à Paris, la Cour de sûreté de l’État juge les inculpés de l’affaire d’Hénin-Liétard, soit Jean Schiavo, Bernard Victorri, Dominique Lecaze, Dominique Le Tocard, Pierrette Joyaud. Ils sont finalement acquittés, sauf Bernard Liscia, un des dirigeants de la GP, en fuite, qui est condamné à 5 ans de prison. Parmi les militants ainsi acquittés figurent les principaux cadres régionaux de la GP, tous « établis » dans les entreprises du Nord comme Jean Schiavo, ancien HEC, ou Bernard Victorri, venu de Normale Sup.
Ce Tribunal populaire de Lens en 1970 est un succès médiatique pour ses instigateurs et le 23 décembre Jean-Pierre Le Dantec, fondateur du journal La Cause du Peuple est même libéré de la Prison de la Santé grâce à une grâce présidentielle.

## Les conséquences, la politisation des procès
André Glucksmann demande à Sartre après le procès pourquoi « Le tribunal a tenu à respecter les formes traditionnelles de la Justice » et son réquisitoire « à utiliser des catégories juridiques »,. Sartre répond : « parce que nous sommes actuellement dans une étape intermédiaire où il s’agit de faire prendre conscience aux gens de ce qu’est la justice populaire », propos qu’il réitère quelques mois plus tard, en juin 1971, au moment de son projet inabouti d’instaurer un tribunal pour « juger la police ».
Cette nouvelle forme de « gauchisme médiatique » apparue au cours de l'année 1970, autour de la Gauche prolétarienne, créé en 1968, estime obtenir des succès médiatiques, culturels et judiciaires, lors d'actions symboliques comme le Tribunal populaire de Lens en 1970. Les conséquences de cette opération que la Gauche prolétarienne estime avoir réussi, sont la politisation des procès au cours de la première partie des années 1970, avec une remise en cause parfois très brutale de l'institution judiciaire.

## Dans la culture populaire
La catastrophe minière de Liévin-Lens, à l'origine de quarante-deux morts le 27 décembre 1974, sera suivie le 22 mars 1975 du "tribunal populaire de liévin", auquel participent 1600 personnes, réplique du tribunal populaire de Lens. En 2017, Sorj Chalandon publiera le roman Le Jour d'avant, s'inspirant de la catastrophe minière de Liévin-Lens, et adapté en bande dessinée par les auteurs Romain Dutter et Simon Géliot,.